# Atto di dolore
Atto di dolore és una pel·lícula italiana del 1990 dirigida per Pasquale Squitieri, protagonitzada per Claudia Cardinale i Bruno Cremer.
El títol és també el títol de la cançó que els pecadors canten a Déu per deixar clar que s'han penedit dels seus pecats. Fou projectada fora de concurs al Festival Internacional de Cinema de Sant Sebastià 1991.

## Argument
Milà. L'Elena, ara vídua, ha de criar els seus dos fills Martina i Sandro. La seva vida, certament no fàcil, es capgira quan descobreix que Sandro és víctima de les drogues. El noi, malgrat els intents de la seva mare, és incapaç d'escapar de la seva addicció i la dona, després de patir més agressions per part del seu fill, decideix matar-lo.

## Repartiment
- Claudia Cardinale:	Elena
- Bruno Cremer: Armando
- Karl Zinny: Sandro
- Giulia Boschi: Martina
- Memè Perlini: Ramella
- Ferruccio De Ceresa: Salvi
- Enrico Lo Verso: Geraci
- Clara Colosimo: comtessa Cini
- Gabriele Muccino: Zico

## Reconeixements
- 1992 - Nastro d'argento
  - Nominació Millor actriu protagonista a Claudia Cardinale[4]
- 1992 - Globo d'oro
  - Millor actriu a Claudia Cardinale